# Relik
Reliker kallas kvarlevor eller föremål som kan knytas till helgon. Ordet härstammar från det latinska ordet reliquiae som betyder kvarlevor och som är en form av verbet relinquere som betyder lämna kvar.
Det kan vara kvarlevor av helgons kroppar eller ägodelar eller sådant som kan har varit i beröring med dem och anses vara heliga. Det som anses heligt är till exempel bitar av Det sanna korset, Turinsvepningen, helgons kvarlevor, helgons svepningar, kläder etcetera. Korset kan också betraktas som ett föremål som uppfyller relikegenskaper. Varje katolskt och ortodoxt altare bör ha en relik. Vördnad för reliker förbjöds av reformatorerna. Relikkult förekommer även i exempelvis buddhismen och hellenismen.
Det finns tre olika kategorier eller klasser av kristna reliker:
1. Första klassens reliker är Kristi pinoredskap, till exempel bitar av det sanna korset, spikarna, törnen från törnekronan med mera. Till första klassen räknas även delar av ett helgons kropp, det vill säga olika skelettdelar.
2. Andra klassens reliker är ett helgons klädesplagg och ägodelar samt en martyrs tortyrinstrument.
3. Tredje klassens reliker är föremål eller tygdelar som har varit i kontakt med första eller andra klassens reliker. Dessa kallas därför "kontaktreliker".

Relikerna förvaras i relikvarium, relikskrin, som ofta är mycket konstfullt utsmyckade. Inte sällan föreställer relikskrinet något som förstärker innehållet, till exempel kan benen från ett helgons arm placeras i ett skrin som ser ut som en juvelbeströdd arm. Vissa relikvarier är utformade med hål så att besökare, eller helgedomens förvaltare, kan föra in ett föremål och på så sätt få en kontaktrelik.

## Exempel på reliker

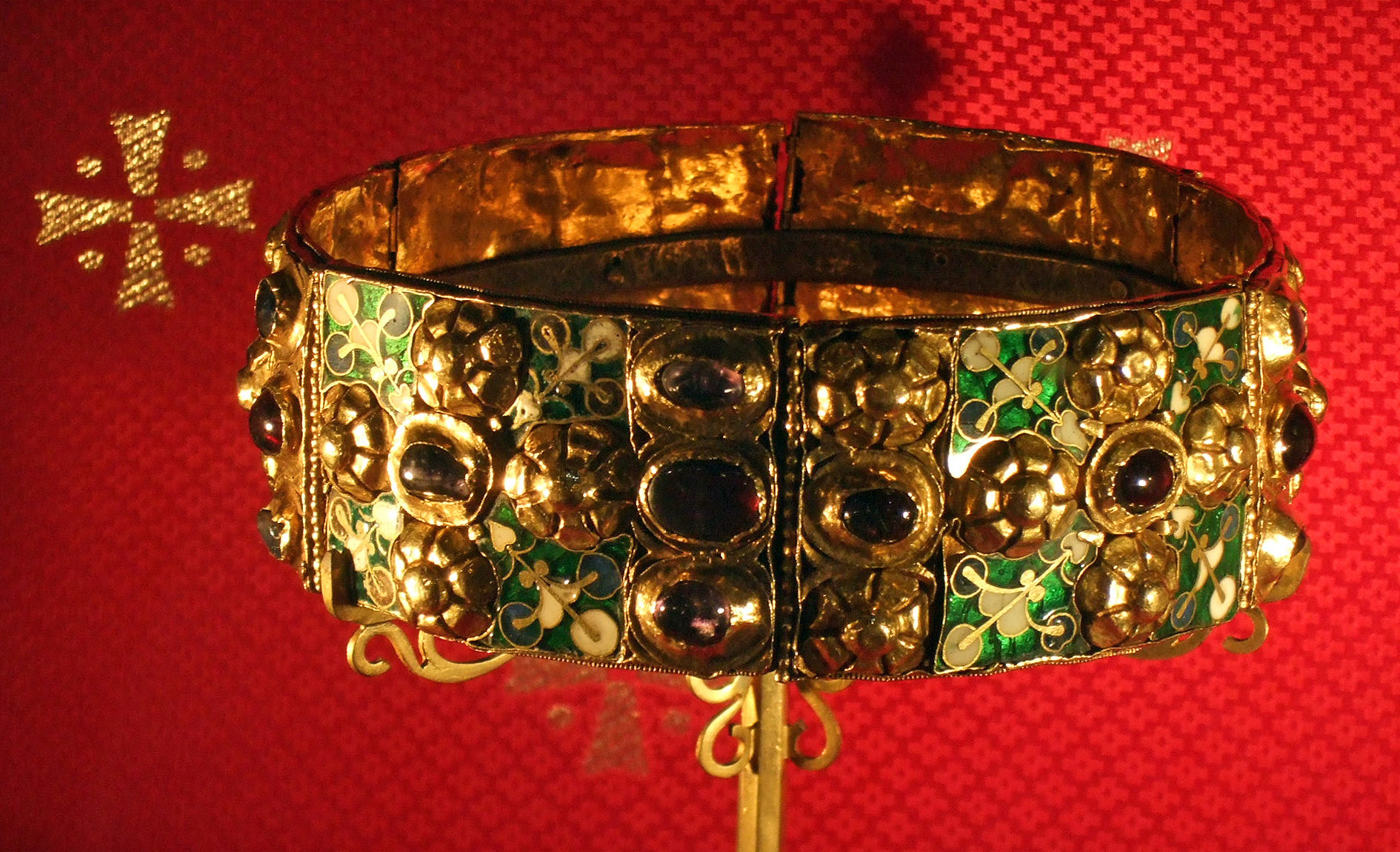
Första klassens relik, Kristi pinoredskap. Järnkronan, med spik från sanna korset
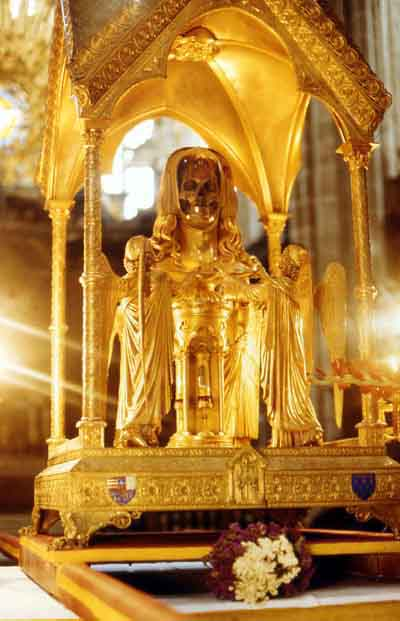
Första klassens relik, del av helgons kropp. Maria från Magdalas skalle i Basilique Sainte-Marie-Madeleine.
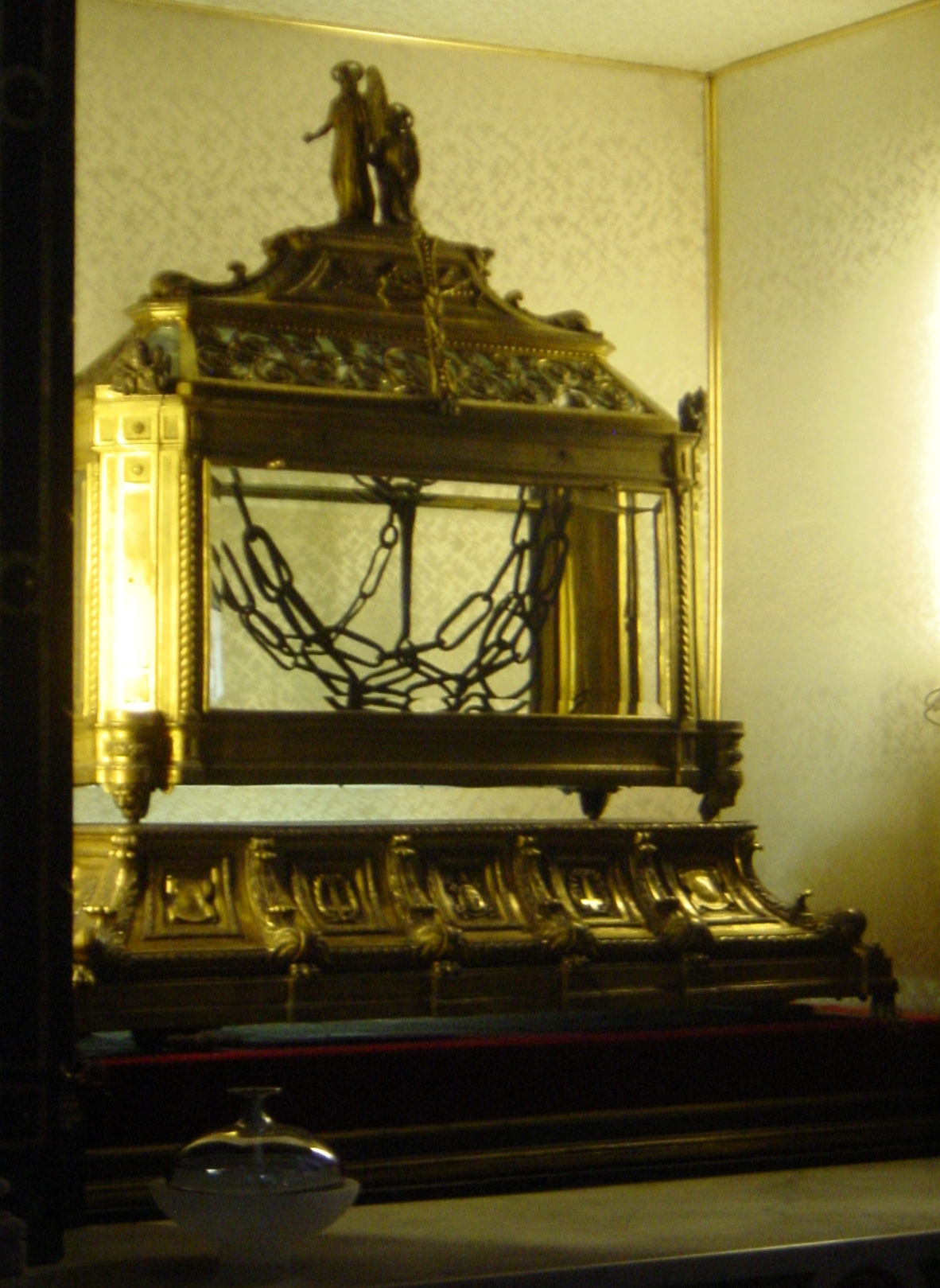
Andra klassens relik, martyrs tortyrinstrument. Kedjorna som fjättrade Petrus i San Pietro in Vincoli.
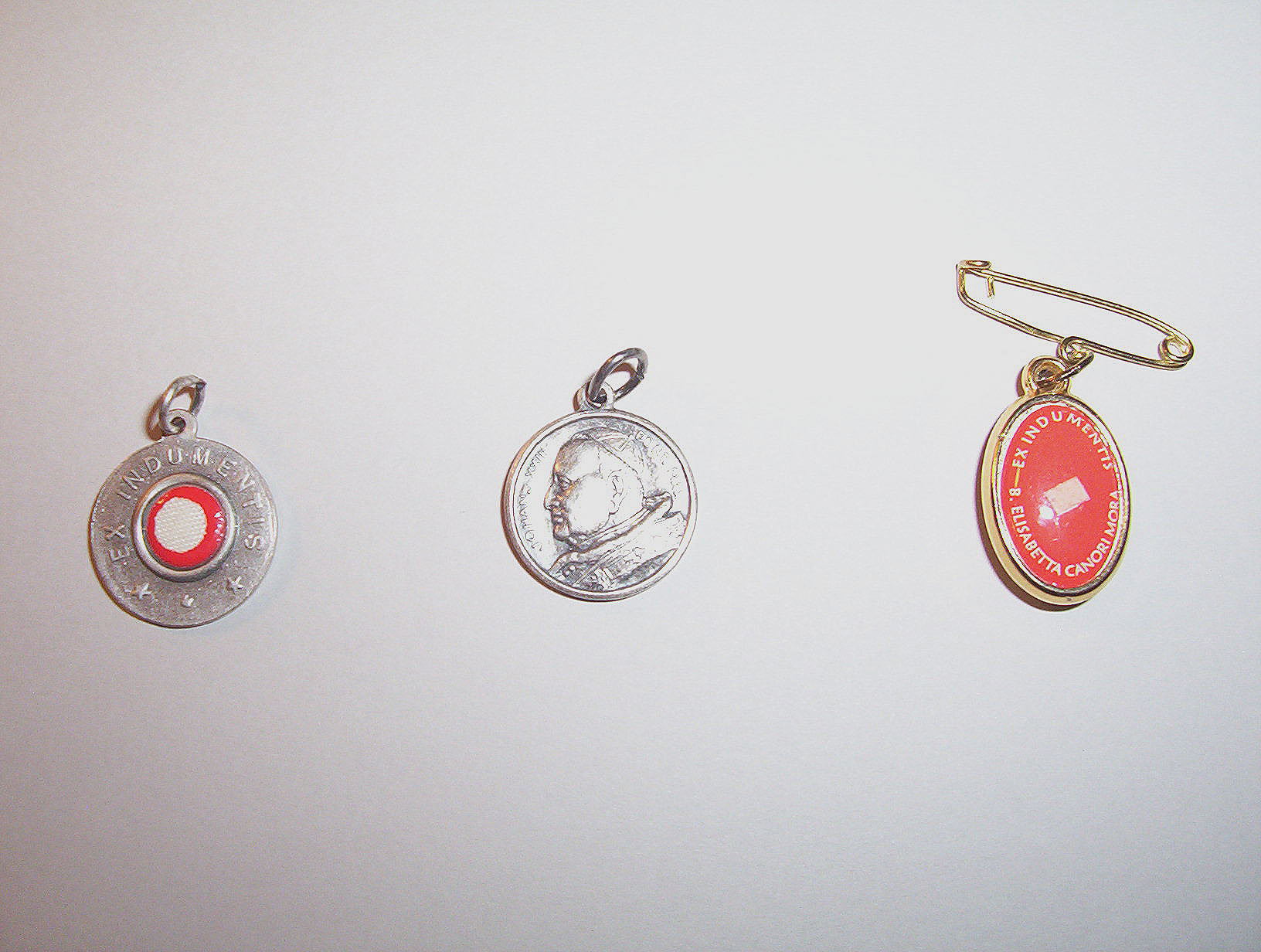
Tredje klassens reliker, kontaktreliker infogade i små medaljonger. Från vänster till höger: Padre Pio, Johannes XXIII och Elisabetta Canori Mora